# Violent Femmes
Violent Femmes je americká folkpunková hudební skupina, která vznikla v Milwaukee ve státě Wisconsin v roce 1980. Její původní sestavu tvořili zpěvák a kytarista Gordon Gano, baskytarista Brian Ritchie a bubeník Victor DeLorenzo. Gano s Ritchiem jsou jedinými členy, kteří v kapele působí po celou dobu její existence. Kapela v této sestavě vydržela až do svého prvního (krátkodobého) rozpadu v roce 1987. Totožná sestava byla nedlouho poté (1988) obnovena, avšak v roce 1993 kapelu opustil DeLorenzo. Náhradou se stal Guy Hoffman, který s kapelou vydržel po dobu devíti let. Následně se vrátil DeLorenzo. Kapela se znovu rozpadla v roce 2009. V roce 2013 byla v původní sestavě obnovena, ale ještě toho roku DeLorenzo odešel a byl nahrazen Brianem Viglionem. DeLorenzo ostatní členy při svém posledním odchodu obvinil z neúcty, nepoctivosti a chamtivosti. Ten skupinu opustil v roce 2016, odkdy v ní na bicí hraje John Sparrow. Do roku 2019 kapela vydala deset studiových alb.

## Diskografie
- Violent Femmes (1983)
- Hallowed Ground (1984)
- The Blind Leading the Naked (1986)
- 3 (1989)
- Why Do Birds Sing? (1991)
- New Times (1994)
- Rock!!!!! (1995)
- Freak Magnet (2000)
- We Can Do Anything (2016)
- Hotel Last Resort (2019)